# محمد أحمد عيسى
محمد أحمد عیسی (30 يناير 1972 في عربصاليم، لبنان - 18 يناير 2015 في مرتفعات الجولان، محافظة القنيطرة، سوريا) كان قائدا لحزب الله ورئيس عمليات حزب الله في سوريا. ولد عيسى في عام 1972 في عربصاليم في لبنان. قتل في عام 2015 خلال الحرب الأهلية السورية من قبل إسرائيل.

## السيرة الذاتية
محمد عيسى المعروف أيضا باسم أبو عيسى كان من عرب سليم في منطقة النبطية في جنوب لبنان. كان والده سوري ووالدته لبنانية. انضم إلى حزب الله في سن 15 عاما وترقى من خلال الرتب وتولى قيادة عدة معارك مع إسرائيل بما في ذلك حرب لبنان 2006. قيل أنه يقود عمليات حزب الله في مرتفعات الجولان وقت وفاته وهو الوحيد الذي حدده حزب الله رسميا كقائد.

## الاغتيال
في عام 2015 أي بعد أيام من إعلان حسن نصر الله أن العدوان الجوي الإسرائيلي على سوريا يعني أن الجمهورية العربية السورية وحلفائها لديهم الحق في الرد قامت مروحية إسرائيلية بتفجير محمد عيسى وخمسة من قادة حزب الله الآخرين بما في ذلك جهاد عماد مغنية في محافظة القنيطرة الذين كانوا يقودون قافلة في محافظة القنيطرة إلى جانب قوات حرس الثورة الإسلامية الإيراني بالقرب من مرتفعات الجولان التي تحتلها إسرائيل وفي 18 يناير 2015 دمرت المروحية الإسرائيلية القافلة.